# Liste der Stolpersteine in Budapest

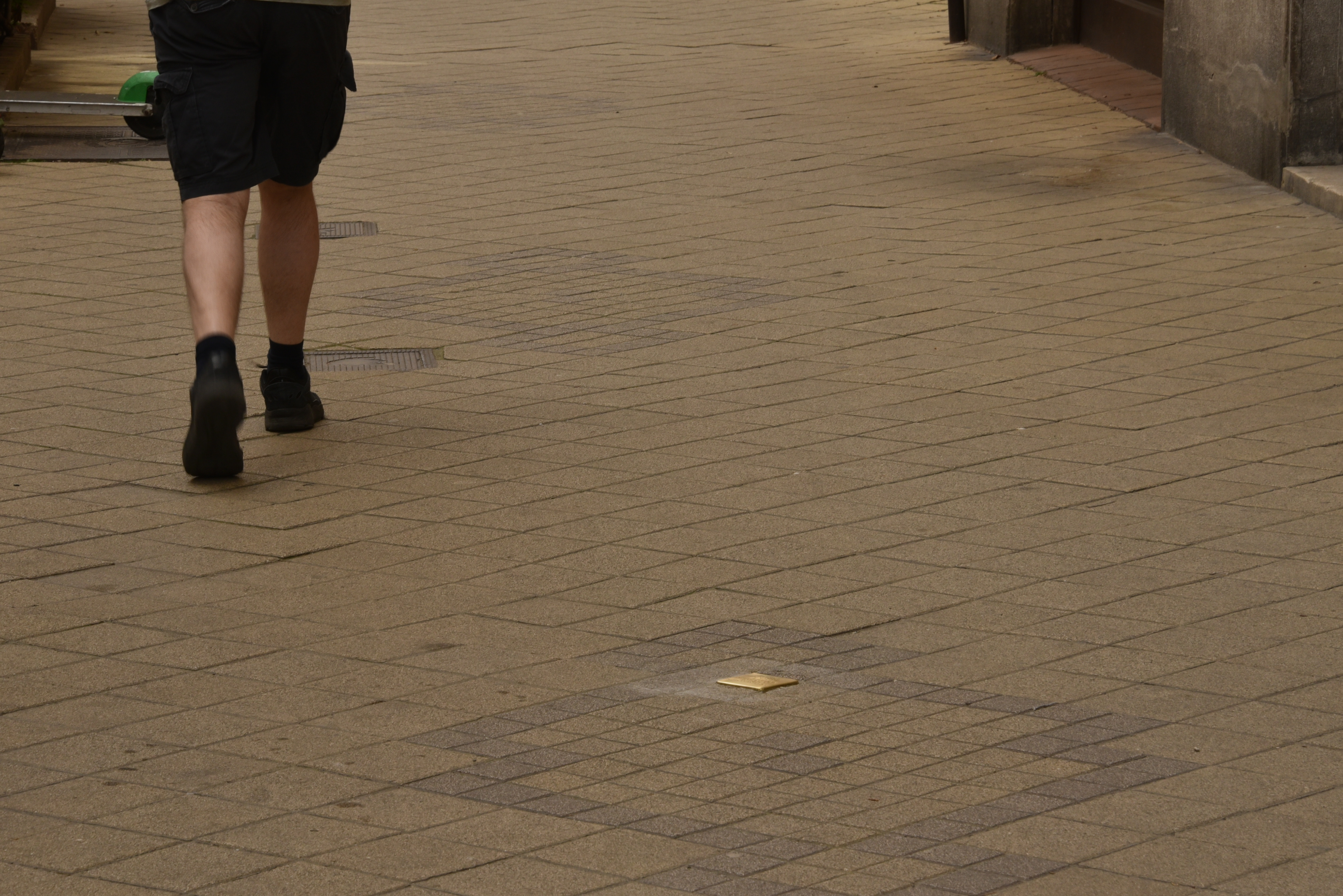
Stolperstein Ráday utca 40

Die Liste der Stolpersteine in Budapest enthält die Stolpersteine, die in Budapest verlegt wurden. Stolpersteine erinnern an das Schicksal der Menschen, welche von den Nationalsozialisten ermordet, deportiert, vertrieben oder in den Suizid getrieben wurden. Die Stolpersteine wurden von Gunter Demnig verlegt und liegen im Regelfall vor dem letzten selbstgewählten Wohnsitz des Opfers. Stolpersteine heißen auf Ungarisch Botlatókő.
Der erste Stolperstein in Budapest wurde am 27. April 2007 verlegt und erinnert an Béla Ronai.

## Holocaust in Budapest
Nach der Sowjetunion, Polen und Rumänien liegt, was die absoluten Opferzahlen betrifft, Ungarn mit rund 270.000 Holocaust-Opfern an vierter Stelle. Diese Zahl bezieht sich auf die heutigen Staatsgrenzen Ungarns, das sogenannte Trianon-Ungarn, sie beinhaltet nicht jene 233.700 Opfer der von Ungarn damals besetzten Landesteile der Tschechoslowakei, Rumänien und Jugoslawien. Innerhalb Ungarns gab es deutliche Unterschiede: Während die Juden aus den ländlichen Regionen größtenteils in das Vernichtungslager Auschwitz deportiert und dort in den Gaskammern ermordet wurden, konnten mehr als die Hälfte der Budapester Juden die Shoah überleben. Dies lag an mehreren Faktoren. Die Deportationen begannen an der Peripherie. Als Reichsverweser Miklós Horthy am 7. Juli 1944 die Beendigung der Deportationen verfügte, waren 182.300 Juden aus der Provinz und 85.500 aus Budapest deportiert worden. Genaue Zahlen über die in Budapest verbliebenen Juden liegen nicht vor. Die Enzyklopädie des Holocaust schätzt die Zahl nach dem Fall der Stadt auf rund 120.000, davon 70.000 ghettoisiert im jüdischen Viertel, 25.000 unter diplomatischen Schutz und weiteren 25.000 in Verstecken.

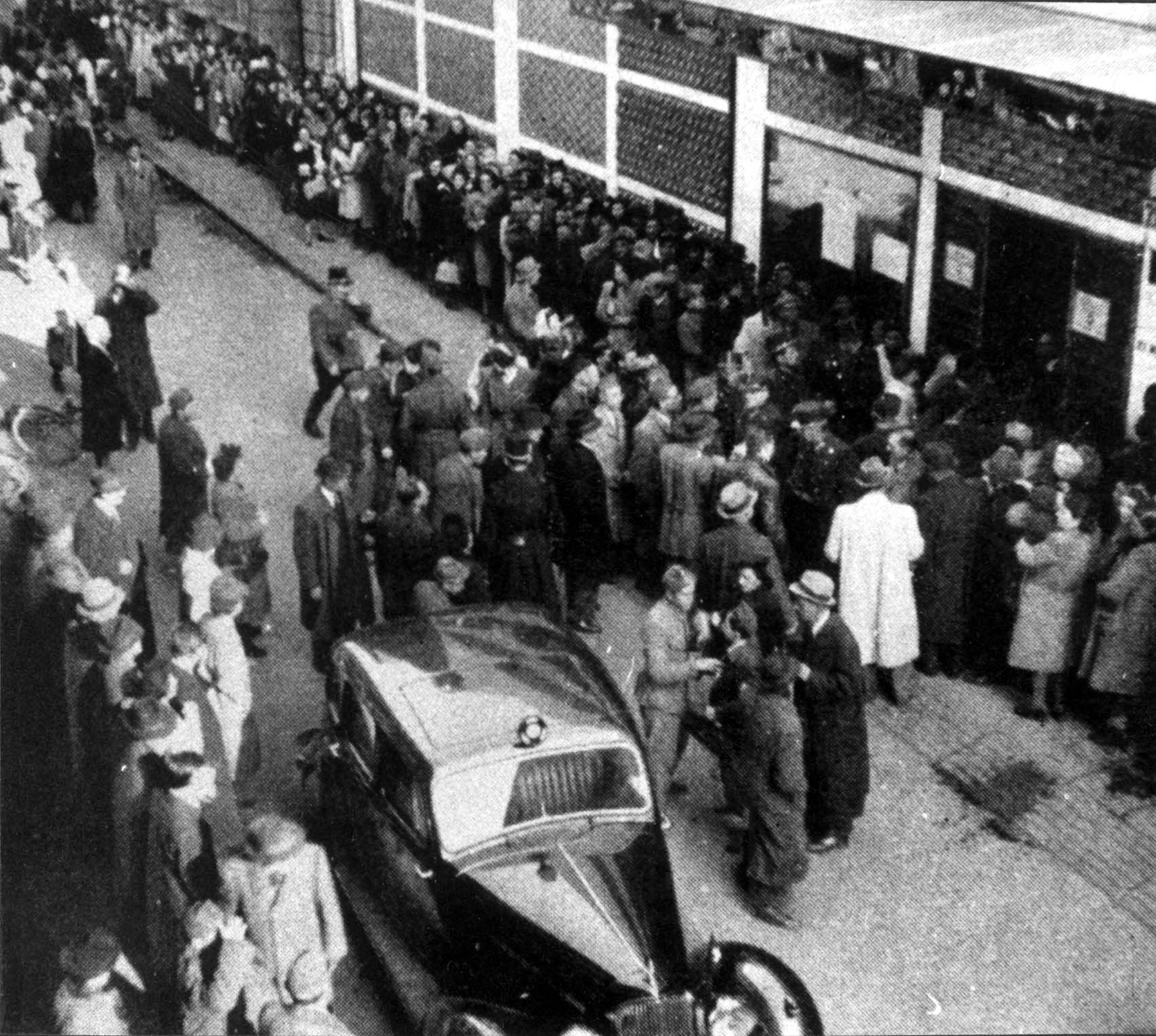
Juden warten in der Vadasz ut. 29 auf die Ausstellung von Schweizer Schutzbriefen

Das Ende der Deportationen bedeutete aber noch keinesfalls Sicherheit, denn Häuser, in denen Juden lebten, waren mit dem Judenstern gekennzeichnet. Bewaffnete Pfeilkreuzler „streiften durch die Straßen, überfielen und töteten Juden.“ Tausende, überwiegend Frauen, wurden Richtung Westen getrieben und mussten Schanzen für die Verteidigung von Wien ausheben. Viele der Budapester Juden wurden durch Dokumente der neutralen Staaten Schweiz und Schweden gerettet, ausgestellt von den Diplomaten Carl Lutz und Raoul Wallenberg, weitere von Dokumenten des Vatikans, Portugals, Spaniens, christlichen Orden oder vom Internationalen Roten Kreuz. Die meisten Budapester Juden, die gerettet werden konnten, verdankten ihr Überleben jedoch den zionistischen Jugendorganisationen, die rund 100.000 gefälschte Schweizer Pässe herstellten und verteilten. Selbst nach der Befreiung von Budapest im Februar 1945 durch die Rote Armee starben noch Tausende Juden durch Krankheiten, Kälte und Hunger.

## Verlegte Stolpersteine

### I. Bezirk
Im I. Bezirk von Budapest wurden zumindest sieben Stolpersteine an vier Adressen verlegt.
| Stolperstein | Übersetzung                                                                                 | Verlegeort                     | Name, Leben |
| ------------ | ------------------------------------------------------------------------------------------- | ------------------------------ | --- |
|              | HIER WOHNTE GYULA AVENDER GEB. 1906 ZWANGSARBEIT ERSCHOSSEN 8.10.1944 ZOMBOR                | Batthány utca 56 · I. Bezirk · | Gyula Avender (1906-1944) |
|              | HIER WOHNTE LÁSZLÓ FORBÁT (FRIEDMANN) GEB. 1910 DEPORTIERT 1944 MAUTHAUSEN BEFREIT 8.6.1944 | Batthány utca 56 · I. Bezirk · | László Forbát (Friedmann) (1910-) |
|              | HIER WOHNTE ÁRMIN ANDRÁS FORBÁTH GEB. 1903 DEPORTIERT BUCHENWALD ERMORDET 8.2.1945          | Várfok út 14 · I. Bezirk ·     | Ármin András Forbáth wurde 1903 geboren. Er wurde in das KZ Buchenwald und dort am 8. Februar 1945 ermordet. |
|              | HIER WOHNTE EDIT VERONIKA KLEIN GEB. 1920 AN DER DONAU ERSCHOSSEN 15.12.1944                | Szirtes utca 5 · I. Bezirk ·   | Edit Veronika Klein wurde 1920 geboren. Sie wurde am 15. Dezember 1944 von Pfeilkreuzlern am Ufer der Donau erschossen. |
|              | HIER WOHNTE ERZSÉBET KLEIN GEB. 1896 AN DER DONAU ERSCHOSSEN 15.12.1944                     | Szirtes utca 5 · I. Bezirk ·   | Erzsébet Klein wurde 1896 geboren und am 15. Dezember 1944 am Ufer der Donau von Pfeilkreuzlern ermordet. |
|              | HIER WOHNTE ÖDÖN KLEIN GEB. 1892 AN DER DONAU ERSCHOSSEN 15.12.1944                         | Szirtes utca 5 · I. Bezirk ·   | Ödön Klein wurde 1892 geboren und am 15. Dezember 1944 am Ufer der Donau von Pfeilkreuzlern ermordet. |
|              | HIER WOHNTE ATTILA PETSCHAUER GEB. 1904 ZWANGSARBEIT KZ DAVIDOVKA GESTORBEN 30.1.1943       | Attila út 65/c · I. Bezirk ·   | Attila Petschauer wurde am 14. Dezember 1904 in Budapest geboren. Er wurde erfolgreicher Fechter, galt als Wunderkind und gewann ab 1923 mehrere Medaillen bei den Europameisterschaften. Bei dem Olympischen Spielen 1928 in Amsterdam gewann er mit seiner Mannschaft Gold, als Einzelkämpfer Silber, seine Mannschaft holte sich auch vier Jahre später in New York den Sieg. Auf Grund seines Bekanntheitsgrades als gefeierter Sportler, wurde Petschauer während einer Kontrolle, bei der sein „Ausnahme-Papier“ fehlte, weil er es zu Hause vergessen hatte, verhaftet und 1943 zur Zwangsarbeit in das KZ Davidovka deportiert, wo er Zwangsarbeit leisten sollte. Kommandant dort war Kalman Cseh, ein ehemaliger Freund und ebenfalls Olympionike, doch schützte dies Petschauer nicht. Cseh forderte die Lagerwachen auf den olympischen Fechter zu verspotten und zu quälen. Petschauer musste sich entkleiden und nackt auf einen Baum klettern, wo er wie ein Hahn krähen musste. Schließlich wurde er mit kaltem Wasser übergossen und mit Eimern voll gefrorenen Wassers beworfen. Attila Petschauer verlor am 30. Januar 1943 sein Leben auf Grund dieser Folter. |

### II. Bezirk
Im II. Bezirk von Budapest wurden zumindest siebzehn Stolpersteine an neun Adressen verlegt.
| Stolperstein | Übersetzung | Verlegeort                              | Name, Leben |
| ------------ | --- | --------------------------------------- | --- |
|              | HIER WOHNTE DIE WITWE NACH MÓRIC ARTNER ERZSÉBET ABELESZ GEB. 1883 DEPORTIERT ERMORDET 1944 AUSCHWITZ                         | Lövőház utca 32 II. Bezirk              | Erzsébet Artner, geborene Abelesz, wurde 1883 geboren. Sie heiratete Móric Artner. Erzsébet Artner wurde deportiert und 1944 im Vernichtungslager Auschwitz ermordet. |
|              | HIER WOHNTE HENRIK BIRÓ GEB. 1885 ZWANGSARBEIT ERMORDET DEZEMBER 1944                                                         | Frankel Léo utca 21-23 II. Bezirk       | Henrik Biró wurde am 28. November 1885 geboren. Seine Eltern waren Ferenc Bruck und Rozalia, geborene Kohn. Er musste Zwangsarbeit leisten. Henrik Biró wurde am 15. Dezember 1944 ermordet. |
|              | HIER WOHNTE ISTVÁN GARAI GEB. 1888 ZWANGSARBEIT ERMORDET 20. JANUAR 1945                                                      | Árpád Fejedelem útja 3-4 · II. Bezirk · | István Garai wurde am 4. oder am 14. September 1888 in Budapest geboren. Seine Elten waren Jakab Garai und Janka. Er versuchte nach El Salvador zu emigrieren und stellte entsprechende Visa-Anträge. Es gelang ihm nicht. Er musste Zwangsarbeit leisten. Istvan Garai wurde am 20. Januar 1945 ermordet. |
|              | HIER WOHNTE MAGDOLNA GREINER GEBOREN 1925 VERHAFTET 1944 INTERNIERT KISTARCSA DEPORTIERT 1944 AUSCHWITZ ERMORDET 1945 MALCHOW | Fillér utca 21 II. Bezirk               | Magdolna Greiner wurde 1925 geboren. Ihre Eltern waren Mór Greiner und Aranka, geborene Ziegler. Sie hatte eine jüngere Schwester, die 1928 geborene Livia, später verheiratete Révész. Magdolna Greiner wurde Textilfärberin. Sie wurde 1944 verhaftet und in Kistarcsa interniert. Von dort wurde sie in das Vernichtungslager Auschwitz überstellt. Magdolan Greiner wurde im Mai 1945 in Malchow ermordet. |
|              | HIER WOHNTE REZSŐ HARSÁNYI GEB. 1895 DEPORTIERT NEUENGAMME ERMORDET MÄRZ 1945                                                 | Frankel Léo uta 21-23 · II. Bezirk ·    | Rezső Harsányi wurde am 24. Mai 1895 in Nagyharsány geboren. Seine Eltern waren der Kaufmann Benö Kraus und Ilona, geborene Phoben. Harsányi diente in der Infanterie während des Ersten Weltkrieges und wurde Elektromonteur. Er heiratete Ilona, geborene Borno. Das Paar hatte ein Kind. Harsányi wurde am 8. Dezember 1944 von der Polizei verhaftet und in das KZ Buchenwald deportiert, wo er am 25. Dezember 1944 als politischer Häftling mit der Nummer 27998 registriert wurde. Rezső Harsányi wurde am 30. März 1945 ermordet. |
|              | HIER WOHNTE DIE FRAU VON IMRÉ KUN AMÁLIA UPRIMNY GEB. 1900 VON PFEILKREUZLERN ERMORDET 15. OKTOBER 1944                       | Buday László utca 2 · II. Bezirk ·      | Amália Kun, geborene Uprimny, wurde 1900 geboren. Sie heiratete Imre Kun. Amália Kun wurde am 15. Oktober 1944 von Pfeilkreuzlern ermordet. |
|              | HIER WOHNTE DIE ÉVA LÁSZLÓ GEB. 1920 VON PFEILKREUZLERN IN BUDAPEST AN DER DONAU ERSCHOSSEN 1945                              | Árpád Fejedelem útja 3-4 · II. Bezirk · | Éva László wurde 1920 geboren. Sie studierte. Éva László wurde 1945 am Ufer der Donau von Pfeilkreuzlern erschossen. |
|              | HIER WOHNTE ANDRÁS LUKÁCS GEB. 1917 IN FELIXDORF ERMORDET 1. April 1945                                                       | Kavics utca 2/a · II. Bezirk ·          | András Lukács wurde 1917 in Felixdorf geboren und am 1. April 1945 ermordet. |
|              | HIER WOHNTE ARTHUR RADÓ GEB. 1895 ZWANGSARBEIT TODESLAGER DOROSICS ERMORDET 5. MAI 1943                                       | Árpád Fejedelem útja 3-4 · II. Bezirk · | Arthur Radó (1895-1943) |
|              | HIER WOHNTE FEDOR RAFFAEL GEB. 1923 ZWANGSARBEIT HARKA ERMORDET 25. JANUAR 1945                                               | Frankel Léo uta 21-23 · II. Bezirk ·    | Fedor Raffael (1923-1945) |
|              | HIER WOHNTE TIVADAR RAFFAEL GEB. 1882 VON DEUTSCHEN IN BUDAPEST ERMORDET 9. DEZEMBER 1944                                     | Frankel Léo uta 21-23 · II. Bezirk ·    | Tivadar Raffael (1882-1944) |
|              | HIER WOHNTE JENŐ REJTŐ GEB. 1905 DEPORTIERT AUSCHWITZ ERMORDET 1944                                                           | Bimbó út 3 · II. Bezirk ·               | Jenő Rejtő wurde als Jenő Reich geboren. Er magyarisierte seinen Familiennamen, brach 19-jährig seine Schauspielausbildung ab und verließ das Elternhaus. Er reiste nach Wien, Berlin, Zürich, Paris, Marseille und Lyon, wo er unter Packern, Fischern, Matrosen und Zirkusleuten lebte. Nach seiner Rückkehr versuchte er sich als Schriftsteller. Zunächst verfasste er Theaterstücke und hatte mit der Operette Wer wagt, gewinnt Erfolg. Es folgten Kriminalgeschichten, Western und Abenteuerromane oder Parodien auf diese Genres, denn seine Texte sind geprägt von skurrilen Gestalten, running Gags und irrwitzigem Humor. Die Geschichten spielen rund um die Welt, oft auf hoher See, auch in der Fremdenlegion. Rejtő schrieb rund fünfzig Bücher, die weltweit übersetzt wurden. Zumindest neun Titel sind auf Deutsch erschienen, drei seiner Geschichten wurden in den Nachkriegsjahren verfilmt. Er war auch als Übersetzer tätig. Während des Zweiten Weltkrieges erkrankte er schwer. Das Horthy-Regime rekrutierte ihn aus dem Krankenhaus zur Zwangsarbeit in einem besetzten Teil der Sowjetunion. Jenő Rejtő verlor dort, interniert in einem Lager, am Neujahrstag 1943 sein Leben. |
|              | HIER WOHNTE IZIDOR RUBEL GEB. 1893 DEPORTIERT 1941 ERMORDET KAMJANEZ-PODILSKYJ                                                | Kelemen László utca 8/a · II. Bezirk ·  | Izidor Rubel (1893-1941/45) |
|              | HIER WOHNTE DIE FRAU VON IZIDOR RUBEL SZIDÓNIA KÜNSTLINGER GEB. 1895 DEPORTIERT 1941 ERMORDET KAMJANEZ-PODILSKYJ              | Kelemen László utca 8/a · II. Bezirk ·  | Szidónia Rubel, geborene Künstlinger (1895-1941/45) |
|              | HIER WOHNTE BELA SEBÖK GEB. 1910 ZWANGSARBEIT OSTROGOSCHSK ERMORDET 1. NOVEMBER 1944                                          | Frankel Léo uta 21-23 · II. Bezirk ·    | Béla Sebők (1910-1944) |
|              | HIER WOHNTE ERVIN SZÁNTÓ GEB. 1911 ZWANGSARBEIT ERMORDET 1942 GRESTIKI                                                        | Margit körút 31 · II. Bezirk ·          | Ervin Szántó (1911-1942) |
|              | HIER WOHNTE DR. ISTVÁN VÉRTES GEB. 1915 ZWANGSARBEIT VOROSILOVGRÁD ERMORDET 13. NOVEMBER 1942                                 | Frankel Léo uta 21-23 · II. Bezirk ·    | István Vértes (1915-1942) |

### III. Bezirk
Im III. Bezirk von Budapest wurden zumindest vier Stolpersteine an vier Adressen verlegt.
| Stolperstein | Übersetzung                                                                                      | Verlegeort                     | Name, Leben                      |
| ------------ | ------------------------------------------------------------------------------------------------ | ------------------------------ | -------------------------------- |
|              | HIER WOHNTE ANDOR ENDRE GELLÉRI GEB. 1906 DEPORTIERT 1944 MAUTHAUSEN ERMORDET MAI 1945 HÖRSCHING | Beszterce ut 25 III. Bezirk    | Andor Endre Gelléri (1906-1945)  |
|              | HIER WOHNTE GÁBOR HALÁSZ GEB. 1901 ZWANGSARBEIT ERMORDET MÄRZ 1945 BALFON                        | Selmeci utca 25 III. Bezirk    | Gábor Halász (1901-1944)         |
|              | HIER WOHNTE JÓZSEF HÖLZL GEB. 1875 TODESMARSCH ERMORDET 24.11.1944 ÁSVÁNYRÁRÓ                    | Szőlő ut 12 III. Bezirk        | József Hölzl (1875-1944)         |
|              | HIER WOHNTE ERZSÉBET SCHILLER GEB. 1898 DEPORTIERT 1944 BERGEN-BELSEN ERMORDET                   | Pacsirtamező ut 32 III. Bezirk | Erzsébet Schiller (1898-1944/45) |

### IV. Bezirk
Im IV. Bezirk von Budapest wurden zumindest neun Stolpersteine an vier Adressen verlegt.
| Stolperstein | Übersetzung                                                                                           | Verlegeort                        | Name, Leben                |
| ------------ | --- | --------------------------------- | -------------------------- |
|              | HIER WOHNTE JÓZSEF DÁRFI GEB. 1919 DEPORTIERT 1944 RAVENSBRÜCK ERMORDET 20.4.1945                     | Tél utca 52 IV. Bezirk            | József Dráfi (1928-1945)   |
|              | HIER WOHNTE ANDRAS NASSER GEB. 1928 DEPORTIERT 1944 AUSCHWITZ ERMORDET 30.3.1945 MÜHLDORF             | Árpád út 42 · IV. Bezirk ·        | András Nasser (1928-1945)  |
|              | HIER WOHNTE BOZSI NASSER GEB. 1908 DEPORTIERT 1944 AUSCHWITZ ERMORDET 1944                            | Árpád út 42 · IV. Bezirk ·        | Bozsi Nasser (1908-1944)   |
|              | HIER WOHNTE DEZSŐ NASSER GEB. 1900 GESTORBEN IM GHETTO 1944                                           | Árpád út 42 · IV. Bezirk ·        | Dezső Nasser (1900-1944)   |
|              | HIER WOHNTE GEORGIA NASSER GEB. 1904 DEPORTIERT 1944 AUSCHWITZ ERMORDET 1945 BERGEN-BELSEN            | Árpád út 42 · IV. Bezirk ·        | Georgia Nasser (1904-1945) |
|              | HIER WOHNTE ISTVAN NASSER GEB. 1931 DEPORTIERT 1944 AUSCHWITZ MÜHLDORF BEFREIT IN SEESHAUPT 30.4.1945 | Árpád út 42 · IV. Bezirk ·        | István Nasser (1931-)      |
|              | HIER WOHNTE PETER NASSER GEB. 1943 DEPORTIERT 1944 AUSCHWITZ ERMORDET 1944                            | Árpád út 42 · IV. Bezirk ·        | Péter Nasser (1943-1944)   |
|              | HIER WOHNTE GÉZA SCHWARTZ GEB. 1899 HAT DIE ZWANGSARBEIT ÜBERLEBT                                     | Lebstück Mária utca 47 IV. Bezirk | Géza Schwartz (1899-)      |
|              | HIER WOHNTE NELLY SCHWARTZ ICZKOVITS GEB. 1904 DEPORTIERT AUSCHWITZ ERMORDET IM AUGUST 1944           | Lebstück Mária utca 47 IV. Bezirk | Nelly Schwartz (1904-1944) |

### V. Bezirk
Im V. Bezirk von Budapest wurden zumindest zwanzig Stolpersteine an vierzehn Adressen verlegt.
| Stolperstein | Übersetzung | Verlegeort                              | Name, Leben |
| ------------ | --- | --------------------------------------- | --- |
|              | HIER WOHNTE BERTALAN ACZÉL GEB. 1877 DEPORTIERT ERMORDET 4.2.1945 DACHAU                                                     | Reáltanoda utca 19 V. Bezirk            | Bertalan Aczél (1877-1945) |
|              | HIER WOHNTE IGNÁC ADLER GEB. 1896 AUF EINEM TODESMARSCH GETÖTET FRÜHJAHR 1944 KÖSZEG                                         | Október 6. utca 11 V. Bezirk            | Ignác Adler (1896-1944) |
|              | HIER WOHNTE LÁSZLÓ BÁLINT GEB. 1891 VERHAFTET 26.3.1944 DEPORTIERT 7.11.1944 ERMORDET MAUTHAUSEN                             | Szemere utca 8 V. Bezirk                | László Bálint wurde 1891 geboren und war Rechtsanwalt. Wenige Tage nach dem deutschen Einmarsch wurde er von der Gestapo aus seiner Wohnung abgeholt und in das Gefangenenhaus in der Fő utca verschleppt. Er wurde in das Konzentrationslager Mauthausen deportiert. László Bálint verlor dort am 7. November 1944 sein Leben. Seine Ehefrau erfuhr nie, was ihrem Mann widerfuhr. Sie starb 1999 im Alter von 92 Jahren. |
|              | HIER WOHNTE BÉLA BÉRCZI GEB. 1905 ZWANGSARBEIT AN DER OSTFRONT ERMORDET JANUAR 1943                                          | Báthory utca 24 · V. Bezirk ·           | Béla Bérczi (1905-1943) |
|              | HIER WOHNTE ALFRÉD BRÜLL GEB. 1876 DEPORTIERT 1944 SCHICKSAL UNBEKANNT                                                       | Reáltanoda utca 19 V. Bezirk            | Alfréd Brüll (1876-?) |
|              | HIER WOHNTE LÉO DÁN (DIAMANT) GEB. 1870 VERHAFTET 1944 TOTGESCHLAGEN                                                         | Bécsi utca 5/Deák Ferenc utca V. Bezirk | Leó Dán (1860-1944/45) |
|              | HIER WOHNTE JÓZSEF KÁNITZ GEB. 1860 HIER VERHUNGERT 31.1.1945                                                                | Bástya utca 12 V. Bezirk                | József Kánitz (1870-1945) |
|              | HIER WOHNTE KÁROLY FILLENZ GEB. 1886 VOR DER DEPORTATION SELBSTMORD OKT. 1944                                                | Akadémia utca 7 V. Bezirk               | Károly Fillenz (1886-1944) |
|              | HIER WOHNTE DIE FRAU DES KÁROLY FILLENZ MÁRIA MEDVEI GEB. 1896 VON PFEILKREUZLERN GETÖTET 14.1.1945                          | Akadémia utca 7 V. Bezirk               | Mária Fillenz, geborene Medvei (1896-1945) |
|              | HIER WOHNTE PÁL HELLER GEB. 1888 UMGEKOMMEN 1944 IN AUSCHWITZ                                                                | Falk Miksa utca 24-26 V. Bezirk         | Pál Heller (1888-1944) |
|              | HIER WOHNTE ENDRE POLLATSCHICK GEB. 1904 ZWANGSARBEIT ERMORDET 16.1.1943 OSZTROGOZSSZK RUSSLAND                              | Gerlóczy utca 1 V. Bezirk               | Endre Pollatschick (1904-1943) |
|              | HIER WOHNTE BÉLA RECHNITZ GEB. 1869 ERMORDET 24.10.1944 BUDAPESTER GHETTO                                                    | V. Aulich utca 3 · V. Bezirk ·          | Béla Rechnitz (1869-1944) |
|              | HIER WOHNTE ZÓLTÁN RECHNITZ GEB. 1899 ERMORDET 1945 AUF EINEM GEWALTMARSCH                                                   | V. Aulich utca 3 · V. Bezirk ·          | Zóltán Rechnitz (1899-1945) |
|              | HIER WOHNTE MIHÁLY RÓNAI (ROSENBERGER) GEB. 1879 VON PFEILKREUZLERN VERSCHLEPPT UND UMGEBRACHT AM 10.1.1945                  | Alkotmány utca 21 V. Bezirk             | Pál Ronai (1879-1945) |
|              | HIER WOHNTE DIE FRAU DES MIHÁLY RÓNAI EMMA HAUSER GEB. 1886 VON PFEILKREUZLERN VERSCHLEPPT UND UMGEBRACHT AM 10.1.1945       | Alkotmány utca 21 V. Bezirk             | Emma Ronai, geborene Hauser (1886-1945) |
|              | HIER WOHNTE DR. GYULA SÁNDOR GEB. 1890 VERSCHLEPT NACH BUDA ERMORDET JAN. 1945                                               | Október 6. utca 13 V. Bezirk            | Dr. Gyula Sándor (1890-1945) |
|              | HIER WOHNTE DIE FRAU DES DR. GYULA SÁNDOR DR. KONSTANTINA SZILÁRDKA POLLAK GEB. 1896 VERSCHLEPT NACH BUDA ERMORDET JAN. 1945 | Október 6. utca 13 V. Bezirk            | Dr. Konstantina Szilárdka Sándor, geborene Pollak (1896-1945) |
|              | HIER WOHNTE KATI SCHWARZ GEB. 1936 IM GEFÄNGNIS GETÖTET VON PFEILKREUZLERN OKT./NOV. 1944                                    | Arany János utca 27 · V. Bezirk ·       | Kati Schwarz (1936-1944) |
|              | HIER WOHNTE LÁSZLÓ SUGÁR GEB. 1905 ZWANGSARBEIT ERMORDET 1943 IN DER UKRAINE                                                 | Október 6. utca 14 V. Bezirk            | László Sugár (1905-1943) |
|              | HIER WOHNTE GYÖRGY SURÁN GEB. 1908 ZWANGSARBEIT AB 1940 ERMORDET 1943 IN DER SOWJETUNION                                     | Báthory utca 24 V. Bezirk               | György Surán (1908-1943) |

### VI. Bezirk
Im VI. Bezirk von Budapest wurden zumindest 26 Stolpersteine an achtzehn Adressen verlegt.
| Stolperstein | Übersetzung | Verlegeort                        | Name, Leben                                      |
| ------------ | --- | --------------------------------- | ------------------------------------------------ |
|              | HIER WOHNTE ANDOR DÁN GEB. 1909 ZWANGSARBEIT BEI WIEN ERMORDET 1944                                                                                  | Nagyméző utca 25 · VI. Bezirk ·   | Andor Dán (1909-1944)                            |
|              | HIER WOHNTE MIKSA DEUTSCH GEB. 1897 DEPORTIERT MAUTHAUSEN ERMORDET 1944                                                                              | Paulay Ede utca 15 · VI. Bezirk · | Miksa Deutsch (1897-1944)                        |
|              | HIER WOHNTE DIE FRAU DES MIKSA DEUTSCH KORNÉLIA MAHRER GEB. 1904 DEPORTIERT RAVENSBRÜCK ERMORDET 1944                                                | Paulay Ede utca 15 · VI. Bezirk · | Kornélia Deutsch, geborene Mahrer (1904-1944)    |
|              | HIER WOHNTE FRIDERIKA FISCHER GEB. 1904 DEPORTIERT 1944 BERGEN-BELSEN ERMORDET                                                                       | Dob utca 19 VI. Bezirk            | Friedrike Fischer (1904-1944/45)                 |
|              | HIER WOHNTE FRIGYES ROSTA GEB. 1900 AN DER DONAU ERSCHOSSEN JANUAR 1945                                                                              | Paulay Ede utca 14 VI. Bezirk     | Rosta Frigyes (1900-1944)                        |
|              | HIER WOHNTE GYURIKA GRÓSZ GEB. 1943 DIE ELTERN WURDEN DEPORTIERT ER VERHUNGERTE IN DER ANSTALT FEBRUAR 1945                                          | Szondi u. 42 VI. Bezirk           | Gyurika Grósz (1943-1945)                        |
|              | HIER WOHNTE JENŐ GUTH GEB. 1886 ERMORDET 24.10.1944 IN NAGYTÉTÉNY                                                                                    | Ó utca 16 · VI. Bezirk ·          | Jenő Guth (1886-1944)                            |
|              | HIER WOHNTE JENŐ HERBST GEB. 1897 ERMORDET 25.2.1945 BUCHENWALD                                                                                      | Nagyméző utca 25 VI. Bezirk       | Jenő Herbst (1897-1945)                          |
|              | HIER WOHNTE MORITZ KEMENY GEB. 1899 DEPORTIERT ENDE 1944 ERMORDET                                                                                    | Andrássy út 6 VI. Bezirk          | Móritz Kemény (1899-1944)                        |
|              | HIER WOHNTE MIKLÓS KIRSCHNER GEB. 1906 DEPORTIERT 1944 DACHAU ERMORDET 1945                                                                          | Zichy Jenő utca 35 VI. Bezirk     | Miklós Kirschner (1906-1945)                     |
|              | HIER WOHNTE GYÖRGY LICHTER GEB. 1926 VON PFEILKREUZLERN ERMORDET 15. OKTOBER 1944                                                                    | Csengery utca 84 · VI. Bezirk ·   | György Lichter (1926-1944)                       |
|              | HIER WOHNTE DIE FRAU VON ANDOR LICHTER IRÉN HÁLASZ GEB. 1899 VON PFEILKREUZLERN ERMORDET 15. OKTOBER 1944                                            | Csengery utca 84 · VI. Bezirk ·   | Irén Lichter, geborene Halász (1899-1944)        |
|              | HIER WOHNTE DIE ÉVA LISZTENBERG GEB. 1927 DEPORTIERT RAVENSBRÜCK ERMORDET 1944                                                                       | Sziv utca 4 · VI. Bezirk ·        | Éva Lisztenberg (1927-1944)                      |
|              | HIER WOHNTE JÓZSEF MOLNÁR GEB. 1905 DEPORTIERT 1942 ERMORDET 2.2.1945 KŐSZEG                                                                         | Király utca 34 VI. Bezirk         | József Molnár (1905-1945)                        |
|              | HIER WOHNTE DIE FRAU DES JÓZSEF MOLNÁR MAGDOLNA TARJÁN GEB. 1906 DEPORTIERT 1944 THERESIENSTADT STARB AN DEN FOLGEN DER GEFANGENSCHAFT 1946 BUDAPEST | Király utca 34 VI. Bezirk         | Magdolna Molnár, geborene Tarján (1906-1946)     |
|              | HIER WOHNTE MIKLÓS PAP GEB. 1908 ZWANGSARBEIT FEBRUAR 1945 AGENDORF ERMORDET                                                                         | Lázár utca 13 VI. Bezirk          | Miklós Pap (1908-1945)                           |
|              | HIER WOHNTE IGNÁC PASZTERNÁK GEB. 1873 VON PFEILKREUZLERN 1944 VERSCHLEPPT IN SZÖNY GESTORBEN 14.11.1944                                             | Aradi utca 60 VI. Bezirk          | Ignác Paszternák (1873-1944)                     |
|              | HIER WOHNTE ZOLTÁN PASZTERNÁK GEB. 1909 ZWANGSARBEIT AN DER OSTFRONT GESTORBEN 15.3.1943                                                             | Aradi utca 60 VI. Bezirk          | Zoltán Paszternák (1909-1943)                    |
|              | HIER WOHNTE LAJOS ROBOZ GEB. 1893 DEPORTIERT BUCHENWALD ERMORDET 25. Febr. 1945                                                                      | Benczúr utca 1 VI. Bezirk         | Lajos Roboz (1893-1945)                          |
|              | HIER WOHNTE HERMAN ROSENBERG GEB. 1903 BORI ZWANGSARBEIT DEPORTIERT NACH BUCHENWALD ERMORDET 21.12.1944                                              | Zichy Jenő utca 37 VI. Bezirk     | Herman Rosenberg (1903-1944)                     |
|              | HIER WOHNTE ISTVÁN SOMMER GEB. 1908 ZWANGSARBEIT ERMORDET 1945 FLOSSENBÜRG                                                                           | Nagyméző utca 25 VI. Bezirk       | István Sommer (1908-1945)                        |
|              | HIER WOHNTE IMRE TIEBERGER GEBOREN 1893 FLUCHT IN DEN TOD 1.7.1944                                                                                   | Szófia utca 23 VI. Bezirk         | Imre Tieberger (1893-1944)                       |
|              | HIER WOHNTE BÉLA IGNÁC WACHTEL GEB. 1897 ZWANGSARBEIT ERMORDET 1944 KŐSZEG                                                                           | Teréz körút 3 VI. Bezirk          | Béla Ignác Wachtel (1897-1944)                   |
|              | HIER WOHNTE EDIT WACHTEL GEB. 1928 DEPORTIERT 1944 BERGEN-BELSEN ERMORDET JAN. 1945                                                                  | Teréz körút 3 VI. Bezirk          | Edit Wachtel (1928-1945)                         |
|              | HIER WOHNTE DIE FRAU DES BÉLA WACHTEL TERÉZIA ALTSTÄDTER GEB. 1900 DEPORTIERT 1944 BERGEN-BELSEN ERMORDET JAN. 1945                                  | Teréz körút 3 VI. Bezirk          | Terézia Wachtel, geborene Altstädter (1900-1945) |
|              | HIER WOHNTE DR. ISTVÁN ZOLTÁN GEB. 1899 DEPORTIERT 20. OKTOBER 1944 MAUTHAUSEN ERMORDET APRIL 1945                                                   | Andrassy út 20 VI. Bezirk         | István Zoltán (1899-1945)                        |

### VII. Bezirk
Im VII. Bezirk von Budapest wurden zumindest 40 Stolpersteine an 30 Adressen verlegt.
| Stolperstein                        | Übersetzung | Verlegeort                                     | Name, Leben                                    |
| ----------------------------------- | --- | ---------------------------------------------- | ---------------------------------------------- |
| Stein entfernt durch Baustelle 2018 | HIER WOHNTE DEZSŐ BALOGH GEB. 1891 ZWANGSARBEIT IN FELIXDORF ERMORDET IM FEBRUAR 1945                             | Klauzál utca 8 · VII. Bezirk ·                 | Dezső Balogh (1891-1945)                       |
|                                     | HIER WOHNTE SÁNDOR BAND GEB. 1884 VON PFEILKREUZLERN IN BUDAPEST ERMORDET DEZEMBER 1944                           | Bethlen Gábor tér 3 · VII. Bezirk ·            | Sándor Band (1884-1944)                        |
|                                     | HIER WOHNTE ERNÖ BANDI GEB. 1884 ZWANGSARBEIT AN DER OSTFRONT ERMORDET 16. JANUAR 1943                            | Marek Jószef utca 36 · VII. Bezirk ·           | Ernő Bandi (1901-1943)                         |
|                                     | HIER WOHNTE DIE FRAU DES ERNÖ BANDI ERZSÉBET WILCSEK GEB. 1906 DEPORTIERT BERGEN-BELSEN ERMORDET 1945             | Marek Jószef utca 36 · VII. Bezirk ·           | Erzsébet Bandi, geborene Wilcsek (1909-1945)   |
|                                     | HIER WOHNTE ISTVÁN BÁRD GEB. 1917 ZWANGSARBEIT iN HARKA 1945 ERMORDET                                             | István utca 47 VII. Bezirk                     | István Bárd (1917-1945)                        |
|                                     | HIER WOHNTE ANDOR BARDOS GEB. 1894 VON PFEILKREUZLERN VERSCHLEPPT ERMORDET IM WINTER 1944 IN HIDEGSÉG ILONA MAJOR | Akácfa utca 59 VII. Bezirk                     | Andor Bárdos (1894-1944)                       |
|                                     | HIER WOHNTE BÉLA CZUKKER GEB. 1917 ZWANGSARBEIT HIDEGSÉG ILONA MAJOR ERMORDET IM WINTER 1944/45                   | Rejtő Jenő utca 2 · VII. Bezirk ·              | Béla Czukker (1904-1944/45)                    |
|                                     | HIER WOHNTE SÁNDOR FISCHER GEB. 1914 ZWANGSARBEIT IN NOVIJ GRAN HRESZTIKI ERSCHOSSEN AM 20. OKTOBER 1942          | Nagy Diófa utca 3 · VII. Bezirk ·              | Sándor Fischer (1914-1942)                     |
|                                     | HIER WOHNTE JÓZSEF FRIED GEB. 1903 ZWANGSARBEIT 1945 KŐSZEG ERMORDET                                              | Király utca 85 VII. Bezirk                     | József Fried (1903-1945)                       |
|                                     | HIER WOHNTE JENŐ GALAMBOS GEB. 1897 ZWANGSARBEIT ERMORDET 24.3.1945 KŐSZEG                                        | Muranyi utca 61 · VII. Bezirk ·                | Jenő Galambos (1897-1945)                      |
|                                     | HIER WOHNTE MIKLÓS GERENDÁSI GEB. 1926 ZWANGSARBEIT NAGYCENK ERMORDET 1945                                        | Nefelejcs utca 38 · VII. Bezirk ·              | Miklós Gerendási (1926-1945)                   |
|                                     | HIER WOHNTE DIE FRAU DES RÓBERT GORTVAI GYÖRGYIKE JUROVITS JG. 1930 BEFREIT                                       | Rákóczi út 10                                  | Györgyike Gortvai, geborene Jurovits (1930-)   |
|                                     | HIER WOHNTE GÁBOR GRÜNBAUM GEB. 1898 DEPORTIERT 1944 ARBEITSDIENST ERMORDET                                       | Huszár utca 6 VII. Bezirk                      | Gábor Grünbaum (1898-1944/45)                  |
|                                     | HIER WOHNTE ÁGNES HAASZ GEB. 1933 DEPORTIERT DEZ. 1944 RAVENSBRÜCK GESTORBEN 1945                                 | Rákóczi út 56 · VII. Bezirk ·                  | Ágnes Haasz (1933-1945)                        |
|                                     | HIER WOHNTE DIE FRAU DES JENŐ HAASZ RÓZSA SZILÁRD GEB. 1907 DEPORTIERT DEZ. 1944 RAVENSBRÜCK GESTORBEN 1945       | Rákóczi út 56 · VII. Bezirk ·                  | Rózsa Haasz, geborene Szilárd (1907-1945)      |
|                                     | HIER WOHNTE HERMANN HECHT JG. 1883 ERMORDET 17.1.1945 BUDAPEST                                                    | Városligeti fasor 45                           | Hermann Hecht (1883–1945)                      |
|                                     | HIER WOHNTE TIBOR HEGYI GEB. 1911 ZWANGSARBEIT JABLOTSCHNOJE ERMORDET 16.12.1942                                  | Dohány utca 34 · VII. Bezirk ·                 | Tibor Hegyi (1911-1942)                        |
|                                     | HIER WOHNTE TIVADAR KERTÉSZ GEB. 1900 ZWANGSARBEIT DON-KANYAR ERMORDET 1942                                       | Bethlen Gábor tér 3 · VII. Bezirk ·            | Tivadar Kertész (1900-1942)                    |
|                                     | HIER WOHNTE PÁL KIS GEB. 1890 DEPORTIERT DEZ. 1944 BUCHENWALD ERMORDET 24.1.1945                                  | Király utca 51 VII. Bezirk                     | Pál Kis (1890-1945)                            |
|                                     | HIER WOHNTE DIE FRAU DES PÁL KIS ILONA KLEIN GEB. 1896 DEPORTIERT DEZ. 1944 ERMORDET                              | Király utca 51 VII. Bezirk                     | Ilona Kis, geborene Klein (1896-1945)          |
|                                     | HIER WOHNTE MÓR KUN GEB. 1889 ALS ZWANGSARBEITER IN KOPHÁZÁ ERMORDET WINTER 1944                                  | Rőzsa utca 20 · VII. Bezirk ·                  | Mór Kun (1889-1944)                            |
|                                     | HIER WOHNTE MIKSA MÁRKUS GEB. 1897 VON PFEILKREUZLERN IN BUDAPEST AN DER DONAU ERSCHOSSEN DEZ. 1944               | Nyár utca 28 · VII. Bezirk ·                   | Miksa Márkus (1897-1944)                       |
|                                     | HIER WOHNTE SÁMUEL PERL GEB. 1911 AM 15.10.1944 DURCH ZWANGSARBEIT GETÖTET                                        | Klauzál utca 35 VII. Bezirk                    | Sámuel Perl (1911-1942)                        |
|                                     | HIER WOHNTE DIE FRAU DES DR. MIKLÓS POGANY ERZSÉBET LISZAUER GEB. 1899 ERMORDET DEZEMBER 1944                     | Rákóczi út 68 · VII. Bezirk ·                  | Erzsébet Pogány, geborene Liszauer (1899-1944) |
|                                     | HIER WOHNTE DR. MIKLÓS POGÁNY GEB. 1893 ERMORDET DEZEMBER 1944                                                    | Rákóczi út 68 · VII. Bezirk ·                  | Miklós Pogány (1893-1944)                      |
|                                     | HIER WOHNTE VILMOS SACHÁR GEB. 1897 DEPORTIERT BUCHENWALD ERMORDET 10. APRIL 1945                                 | Nefelejcs utca 38 · VII. Bezirk ·              | Vilmos Sachár (1897-1945)                      |
|                                     | HIER WOHNTE LÁSZLÓ SCHMIDEK GEB. 1907 ZWANGSARBEIT BLOHINO ERMORDET 23. SEPTEMBER 1942                            | Dohány utca 30/b · VII. Bezirk ·               | László Schmidek (1907-1942)                    |
|                                     | HIER WOHNTE JÓZSEF SCHREIBER GEB. 1907 ALS ZWANGSARBEITER IN NAGYCENK ERMORDET JANUAR 1945                        | Rumbach Sebestyén utca 7 · VII. Bezirk ·       | József Schreiber (1915-1945)                   |
|                                     | HIER WOHNTE TIVADAR STADLER GEB. 1891 GESTORBEN IM BUDAPESTER GHETTO                                              | Erzsébet körút 9-11 VII. Bezirk                | Tivadar Stadler (1891-1945)                    |
|                                     | HIER WOHNTE ARANKA STERN SPRONZ GEB. 1902 DEPORTIERT 1944 ERMORDET                                                | Huszár utca 6 VII. Bezirk                      | Arank Stern Spronz (1902-1944/45)              |
|                                     | HIER WOHNTE RÓSZA STERN SPRONZ GEB. 1904 DEPORTIERT 1944 ÜBERLEBT                                                 | Huszár utca 6 VII. Bezirk                      | Rózsa Stern Spronz (1904-)                     |
|                                     | HIER WOHNTE DIE FRAU VON HERMANN WEISZ GIZELLA STEIN GEB. 1881 UMGEKOMMEN AM 7.2.1945 IM GHETTO VON BUDAPEST      | Wesselényi utca 27/Kethly Anna ter VII. Bezirk | Gizella Stein (1881-1945)                      |
|                                     | HIER WOHNTE JÓZSEF SZABÓ GEB. 1882 AUF DER STRASSE GEFASST ERMORDET 14.11.1944                                    | Nagy Diófa utca 25 VII. Bezirk                 | József Szabó (1882-1944)                       |
|                                     | HIER WOHNTE KÁROLY SZÁSZ GEBOREN 1911 BORI ZWANGSARBEIT UMGEKOMMEN 1944                                           | Dohány utca 16 VII. Bezirk                     | Károly Szász (1911-1942)                       |
|                                     | HIER WOHNTE PIROSKA TUSÁK GEB. 1904 DEPORTIERT BERGEN-BELSEN ERMORDET APRIL 1945                                  | Rejtő Jenő utca 2 · VII. Bezirk ·              | Piroska Tusák (1904-1945)                      |
|                                     | HIER WOHNTE GYULA TYROLER GEB. 1902 ZWANGSARBEIT OSZTROGOZSSZK ERMORDET 6. AUGUST 1942                            | Rumbach Sebestyén utca 7 · VII. Bezirk ·       | Gyula Tyroler (1902-1942)                      |
|                                     | HIER WOHNTE GÁBOR VÉRTES GEB. 1894 TODESMARSCH 1944 ERMORDET                                                      | István utca 38 VII. Bezirk                     | Gábor Vértes (1894-1944)                       |
|                                     | HIER WOHNTE SÁNDOR WÁGNER GEB. 1891 AUF EINEM TODESMARSCH 1944 IN ÖSTERREICH ERMORDET                             | Dózsa György út 64 VII. Bezirk                 | Sándor Wágner (1891-1944)                      |
|                                     | HIER WOHNTE IMRE WALD JG. 1910 ZWANGSARBEIT 1944 UMGEKOMMEN 28.2.1945 HARKA                                       | Barcsay utca 8                                 | Imre Wald (1910–1945)                          |
|                                     | HIER WOHNTE DIE FRAU VON HERMANN WEISZ GIZELLA STEIN GEB. 1881 UMGEKOMMEN AM 7.2.1945 IM GHETTO VON BUDAPEST      | Wesselényi utca 27/Kethly Anna ter VII. Bezirk | Gizealla Weisz, geborene Stein (1881-1945)     |
|                                     | HIER WOHNTE MIHÁLY WEISZ GEB. 1904 DEPORTIERT BERGEN-BELSEN ERMORDET MÄRZ 1945                                    | Dohány utca 81 VII. Bezirk                     | Mihály Weisz (1904-1945)                       |

### VIII. Bezirk
Im VIII. Bezirk von Budapest wurden zumindest 21 Stolpersteine an 14 Adressen verlegt.
| Stolperstein | Übersetzung                                                                                                  | Verlegeort                                | Name, Leben                                  |
| ------------ | --- | ----------------------------------------- | -------------------------------------------- |
|              | HIER WOHNTE GYÖRGY BLAU GEB. 1921 KŐSZEG ERMORDET 15. DEZEMBER 1944                                          | Lujza utca 2/b · VIII. Bezirk ·           | György Blau (1921-1944)                      |
|              | HIER WOHNTE OTTO BLAU GEB. 1926 KŐSZEG ERMORDET 15. DEZEMBER 1944                                            | Lujza utca 2/b · VIII. Bezirk ·           | Otto Blau (1926-1944)                        |
|              | HIER WOHNTE IZSÁK SIMON EICHMANN GEB. 1905 VON DEUTSCHEN IN KAMJANEZ-PODILSKY ERSCHOSSEN 27./28. AUGUST 1941 | Lujza utca 38 · VIII. Bezirk ·            | Izsák Simon Eichmann (1905-1941)             |
|              | HIER WOHNTE DIE FRAU DES FERENC ERDŐS ILONA WEINER GEB. 1904 DEPORTIERT AUSCHWITZ ERMORDET 15. JULI 1944     | Kenyérmező utca 8 · VIII. Bezirk ·        | Ilona Erdős, geborene Weiner (1904-1944)     |
|              | HIER WOHNTE LÁSZLÓ KAUFMANN GEBOREN 1896 DEPORTIERT AUSCHWITZ ERMORDET 1944                                  | Nagy Fuvaros utca 3 VIII. Bezirk          | László Kaufmann (1896-1944)                  |
|              | HIER WOHNTE TIBOR KAUFMANN GEBOREN 1901 DEPORTIERT AUSCHWITZ ERMORDET 15.7.1944                              | Nagy Fuvaros utca 3 VIII. Bezirk          | Tibor Kaufmann (1901-1944)                   |
|              | HIER WOHNTE EVA LAKOS GEB. 1923 DEPORTIERT BERGEN-BELSEN ERMORDET 15. DEZEMBER 1944                          | Kis Stáció utca 1 · VIII. Bezirk ·        | Eva Lakos (1923-1944)                        |
|              | HIER WOHNTE JENŐ LAKOS GEB. 1884 DEPORTIERT BERGEN-BELSEN ERMORDET 15. NOVEMBER 1944                         | Kis Stáció utca 1 · VIII. Bezirk ·        | Jenő Lakos (1884-1944)                       |
|              | HIER WOHNTE HERMAN MENDELOVITS GEB. 1902 DEPORTIERT 1944 ERMORDET BERGEN-BELSEN                              | Lujza utca 6 VII. Bezirk                  | Herman Mendelovits (1902-1944/45)            |
|              | HIER WOHNTE JENŐ NEUMARK GEB. 1893 VON PFEILKREUZLERN IN BUDAPEST ERMORDET 17. OKTOBER 1944                  | Karácsony Sándor utca 21 · VIII. Bezirk · | Jenő Neumark (1893-1944)                     |
|              | HIER WOHNTE ZSIGMOND RÉVÉSZ GEB. 1886 VON PFEILKREUZLERN ERMORDET OKTOBER 1944                               | Nagyfuvaros utca 18 · VIII. Bezirk ·      | Zsigmond Révész (1886-1944)                  |
|              | HIER WOHNTE ZOLTÁN SCHWARCZ GEB. 1908 ZWANGSARBEIT ALEXEJEWKA ERMORDET 18. JANUAR 1943                       | Nagyfuvaros utca 18 · VIII. Bezirk ·      | Zoltán Schwarcz (1908-1943)                  |
|              | HIER WOHNTE ÁRMIN STEIN GEB. 1848 UMGEKOMMEN 1945 IM GHETTO VON BUDAPEST                                     | József körút 44 VIII. Bezirk              | Ármin Stein (1848-1945)                      |
|              | HIER WOHNTE OLGA STERN SPRONZ GEB. 1898 DEPORTIERT 1944 ERMORDET                                             | Práter utca 75 VIII. Bezirk               | Olga Stern Spronz (1898-1944/45)             |
|              | HIER WOHNTE DIE FRAU DES TIHAMÉR SZÉKELY MARGIT GYÉMÁNT GEBOREN 1886 DEPORTIERT RAVENSBRÜCK GESTORBEN 1945   | Vay Ádám utca 8 VIII. Bezirk              | Margit Székely, geborene Gyémánt (1886-1945) |
|              | HIER WOHNTE JENŐ UNGÁR GEB. 1903 ZWANGSARBEIT HINGERICHTET AM 17.1.1943 AN DER RUSSISCHEN FRONT              | Auróra utca 10 VIII. Bezirk               | Jenő Ungár (1903-1943)                       |
|              | HIER WOHNTE ANDOR WEISS GEB. 1922 DEPORTIERT ERMORDET                                                        | Práter utca 75 VIII. Bezirk               | Andor Weiss (1922-1944/45)                   |
|              | HIER WOHNTE LÁSZLÓ WEISS GEB. 1890 DEPORTIERT 1944 ERMORDET                                                  | Práter utca 75 VIII. Bezirk               | László Weiss (1890-1944/45)                  |
|              | HIER WOHNTE MAGDA WEISS GEB. 1920 DEPORTIERT 1944 ÜBERLEBT                                                   | Práter utca 75 VIII. Bezirk               | Magda Weiss (1920-)                          |
|              | HIER WOHNTE NÁNDOR WEISZ GEB. 1892 VON PFEILKREUZLERN IN BUDAPEST UMGEBRACHT 20. OKTOBER 1944                | Dobozi utca 7-9 · VIII. Bezirk ·          | Nándor Weisz (1892-1944)                     |
|              | HIER WOHNTE DIE FRAU DES BÉLA ZEISLER SARLOTA KISS JG. 1911 VON PFEILKREUZLERN HIER UMGEBRACHT 16.10.1944    | Teleki László tér 10                      | Sarlota Zeisler, geborene Kiss (1911-1944)   |

### IX. Bezirk
Im IX. Bezirk von Budapest wurden zumindest sieben Stolpersteine an sieben Adressen verlegt.
| Stolperstein | Übersetzung                                                                                                 | Verlegeort                            | Name, Leben                      |
| ------------ | --- | ------------------------------------- | -------------------------------- |
|              | HIER WOHNTE ANDOR FLEISCHMANN GEBOREN 1906 DEPORTIERT 1943 BERGEN-BELSEN ERMORDET 1945                      | Lenhossék utca/Vendel utca IX. Bezirk | Andor Fleischmann (1906-1945)    |
|              | HIER WOHNTE SIMON GRÓSZ GEB. 1896 ZWANGSARBEIT AUF EINEM TODESMARSCH IN ÖSTERREICH ERMORDET AM 1. MÄRZ 1945 | Ráday utca 40 IX. Bezirk              | Simon Grósz (1896-1945)          |
|              | HIER WOHNTE IDA KOHNER GEB. 1895 VON PFEILKREUZLERN VERSCHLEPPT UND ERMORDET IM JAN. 1945                   | Ráday utca 8 IX. Bezirk               | Ida Kohner (1895-1945)           |
|              | HIER WOHNTE IMRE POLLÁK GEB. 1908 GESTORBEN BEI DER ZWANGSARBEIT 1945 IN SOPRON                             | Ráday utca 31 · IX. Bezirk ·          | Imre Pollák (1908-1945)          |
|              | HIER WOHNTE BÉLA RONAI GEB. 1896 GESTORBEN BEI DER ZWANGSARBEIT 1945 IN SOPRON                              | Ráday utca 5 · IX. Bezirk ·           | Béla Ronai (1896-1945)           |
|              | HIER WOHNTE SÁNDOR SZINAI GEB. 1917 GESTORBEN BEI DER ZWANGSARBEIT 1945 IN SOPRON                           | Ráday utca 54 · IX. Bezirk ·          | Sándor Szinai (1917-1945)        |
|              | HIER WOHNTE OSZKÁR VIDOR / WEISZ GEB. 1899 ERSCHOSSEN BEI DER ZWANGSARBEIT 1945 IN BRATISLAVA               | Ráday utca 25 · IX. Bezirk ·          | Oszkár Vidor / Weisz (1899-1945) |

### X. Bezirk
Im X. Bezirk von Budapest wurden zumindest sieben Stolpersteine an sieben Adressen verlegt.
| Stolperstein | Übersetzung                                                                                                 | Verlegeort                    | Name, Leben                 |
| ------------ | --- | ----------------------------- | --------------------------- |
|              | HIER LEBTE UND ARBEITETE DR. LAJOS BAJOR GEB. 1894 DEPORTIERT 1944 GESTORBEN AM 15.1.1945 IN AUSCHWITZ      | Liget tér 2 X. Bezirk         | Lajos Bajor (1894-1945)     |
|              | HIER LEBTE UND ARBEITETE DR. SÁNDOR GRÜNFELD GEB. 1899 DEPORTIERT 1944 GESTORBEN AM 15.12.1944 IN AUSCHWITZ | Korponai utca 14 X. Bezirk    | Sándor Grünfeld (1899-1944) |
|              | HIER WOHNTE RUDOLF HOLCZER GEB. 1892 DEPORTIERT 1944 ERMORDET AM 8.4.1945 IN MAUTHAUSEN                     | Pongrác út 7 X. Bezirk        | Rudolf Holczer (1892-1945)  |
|              | HIER WOHNTE GYULA SCHWARTZ GEB. 1890 DEPORTIERT 1944 ERMORDET AM 8.5.1945 IN MAUTHAUSEN                     | Martinovics tér 4/b X. Bezirk | Gyula Schwartz (1890-1945)  |
|              | HIER WOHNTE LAJOS TAUBER GEB. 1911 DEPORTIERT 1944 ERMORDET AM 3.1.1945 IN MAUTHAUSEN                       | Pongrác út 20 X. Bezirk       | Lajos Tauber (1911-1945)    |

### XI. Bezirk
Im XI. Bezirk von Budapest wurden zumindest acht Stolpersteine an fünf Adressen verlegt.
| Stolperstein | Übersetzung                                                                        | Verlegeort                       | Name, Leben                    |
| ------------ | ---------------------------------------------------------------------------------- | -------------------------------- | ------------------------------ |
|              | HIER WOHNTE JÁNOS LÁSZLÓ ÁLDOR GEB. 1901 ZWANGSARBEIT ERMORDET 1944                | Kelenhegyi út 12 XI. Bezirk      | János László Áldor (1895-1944) |
|              | HIER WOHNTE ANDOR FARAGÓ GEB. 1877 VON PFEILKREUZLER AN DER DONAU ERSCHOSSEN 1944  | Bartók Béla út 52 XI. Bezirk     | Andor Faragó (1877-1944)       |
|              | HIER WOHNTE GYÖRGY FARAGÓ GEB. 1907 ERMORDET AM 27.12.1944 IN BUCHENWALD           | Bartók Béla út 52 XI. Bezirk     | György Faragó (1907-1944)      |
|              | HIER WOHNTE ISTVÁN FARAGÓ GEB. 1906 VON PFEILKREUZLER AN DER DONAU ERSCHOSSEN 1944 | Bartók Béla út 52 XI. Bezirk     | István Faragó (1906-1944)      |
|              | HIER WOHNTE ISTVÁN FRELLER GEB. 1928 DEPORTIERT MAUTHAUSEN ERMORDET SOMMER 1944    | Fehérvári út XI. Bezirk          | István Freller (1928-1944)     |
|              | HIER WOHNTE DR. JOZSEF KEMENY GEB. 1896 DEPORTIERT ENDE 1944 ERMORDET              | Bartók Béla út 29 · XI. Bezirk · | József Kemény (1896-1944)      |
|              | HIER WOHNTE GÁBOR SZIKLAI GEB. 1929 DEPORTIERT AUSCHWITZ ERMORDET HERBST 1944      | Bartók Béla út 35 · XI. Bezirk · | Gábor Sziklai (1929-1944)      |
|              | HIER WOHNTE JENŐ SZIKLAI GEB. 1887 DEPORTIERT AUSCHWITZ ERMORDET HERBST 1944       | Bartók Béla út 35 · XI. Bezirk · | Jenő Sziklai (1887-1944)       |

### XII. Bezirk
Im XII. Bezirk von Budapest wurden zumindest sieben Stolpersteine an vier Adressen verlegt. Der Stolperstein für Magdolna Laub wurde gestohlen.
| Stolperstein   | Übersetzung                                                                                           | Verlegeort                       | Name, Leben                                 |
| -------------- | --- | -------------------------------- | ------------------------------------------- |
|                | HIER WOHNTE DIE FRAU VON ANDOR ANDRÁSI MÁRTA FÖLDES GEB. 1933 UNTERGETAUCHT 1944 BEFREIT              | Fürj utca 14/b XII. Bezirk       | Márta Andrási, geborene Földes (1933-?)     |
|                | HIER WOHNTE DIE FRAU VON IMRÉ FÖLDES ERZSÉBET KLEIN GEB. 1899 VERHAFTET 4.6.1944 DEPORTIERT ERMORDET  | Fürj utca 14/b XII. Bezirk       | Erzsébet Földes, geborene Klein (1899-1944) |
|                | HIER WOHNTE IMRE FÖLDES GEB. 1895 VERHAFTET 4.6.1944 DEPORTIERT NACH AUSCHWITZ ERMORDET IN BUCHENWALD | Fürj utca 14/b XII. Bezirk       | Imre Földes (1895-1944/45)                  |
| gestohlen 2012 | HIER WOHNTE MAGDOLNA LAUB GEB. 1914 DEPORTIERT 1944 SCHICKSAL UNBEKANNT                               | Greguss utca 9 XII. Bezirk       | Magdolna Laub (1914-1944)                   |
|                | HIER WOHNTE IMRE LÓRÁND SZENES GEB. 1925 DEPORTIERT ERMORDET 1944 IN AUSCHWITZ                        | Nagyenyed utca 11 XII. Bezirk    | Imre Lóránd Szenes (1925-1944)              |
|                | HIER WOHNTE CECÍLIA LŐWI GEB. 1891 VERHAFTET 29.1.1945 VON PFEILKREUZLERN TOTGESCHLAGEN               | Hollósy Simon utca 6 XII. Bezirk | Cecília Lőwi (1891-1945)                    |
|                | HIER WOHNTE ISTVÁN POIS GEB. 1888 VERHAFTET 29.1.1945 VON PFEILKREUZLERN TOTGESCHLAGEN                | Hollósy Simon utca 6 XII. Bezirk | István Pois (1888-1945)                     |

### XIII. Bezirk
Im XIII. Bezirk von Budapest wurden zumindest 42 Stolpersteine an 30 Adressen verlegt.
| Stolperstein | Übersetzung | Verlegeort                             | Name, Leben                                     |
| ------------ | --- | -------------------------------------- | ----------------------------------------------- |
|              | HIER WOHNTE FERENC ÁCS (WEISS) GEB. 1900 DEPORTIERT 1944 ERMORDET AM 17.2.1945 IN BUCHENWALD                           | Balzac utca 3/a XIII. Bezirk           | Ferenc Ács (1900-1945)                          |
|              | HIER WOHNTE DIE FRAU DES FERENC ÁCS MARGIT BORNSTEIN GEB. 1902 AUF EINEM TODESMARSCH ERMORDET IM NOV. 1944 NAHE GÖNYŰ  | Balzac utca 3/a XIII. Bezirk           | Margit Ács, geborene Bornstein (1902-1944)      |
|              | HIER WOHNTE ANDOR BALÁZS GEB. 1884 ZWANGSARBEIT IM DEZEMBER 1944 IN HIDEGSÉG GESTORBEN                                 | Újpesti rakpart 7 XIII. Bezirk         | Andor Balázs (1884-1944)                        |
|              | HIER WOHNTE ÖDÖN BALÁZS GEB. 1879 VON PFEILKREUZLERN ZU WEIHNACHTEN 1944 ERSCHOSSEN                                    | Kádár utca 5 XIII. Bezirk              | Ödön Balázs (1879-1944)                         |
|              | HIER WOHNTE DIE FRAU DES ÖDÖN BALÁZS LEA JÓNÁS GEB. 1892c ZU WEIHNACHTEN 1944 ERSCHOSSEN                               | Kádár utca 5 XIII. Bezirk              | Lea Balázs, geborene Jónás (1892-1944)          |
|              | HIER WOHNTE ZSUZSA BALÁZS GEB. 1928 DEPORTIERT NACH BERGEN-BELSEN GESTORBEN AM 12.5.1945                               | Újpesti rakpart 7 XIII. Bezirk         | Zsuzsa Balázs (1928-1945)                       |
|              | HIER WOHNTE DIE FRAU DES FERENC BÁN GEB. ERZSÉBET GONDA GEB. 1913 DEPORTIERT NOV. 1944 ERMORDET IN MAUTHAUSEN          | Hollán Ernő utca 3 · XIII. Bezirk ·    | Erzsébet Bán, geborene Gonda (1913-1944/45)     |
|              | HIER WOHNTE FERENC BÁN GEB. 1901 DEPORTIERT NOV. 1944 ERMORDET IN MAUTHAUSEN                                           | Hollán Ernő utca 3 · XIII. Bezirk ·    | Ferenc Bán (1901-1944/45)                       |
|              | HIER WOHNTE FERENC BAUER GEB. 1919 ZWANGSARBEIT IN OSZTROGOV ERMORDET AM 16. JANUAR 1943                               | Hegedűs Gyula utca 9 · XIII. Bezirk ·  | Ferenc Bauer (1919-1943)                        |
|              | HIER WOHNTE JÁNOS BERÁN GEB. 1894 VON PFEILKREUZLERN VERSCHLEPPT UND ERMORDET AM 9.12.1944                             | Victor Hugo utca 29 XIII. Bezirk       | János Berán (1894-1944)                         |
|              | HIER WOHNTE VERA BLAU GEB. 1938 VON PFEILKREUZLERN VERSCHLEPPT UND ERSCHOSSEN IM DEZ. 1944                             | Katona József utca 21 XIII. Bezirk     | Vera Blau (1938-1944)                           |
|              | HIER WOHNTE JOLÁN BUCHSBAUM GEB. 1895 VON PFEILKREUZLERN VERSCHLEPPT UND ERMORDET IM JAHRE 1944                        | Hegedűs Gyula utca 8 XIII. Bezirk      | Jolán Buchsbaum (1938-1944)                     |
|              | HIER WOHNTE MIKLÓS ENGEL GEB. 1901 ZWANGSARBEIT ERMORDET IM FEB. 1945 IN MAUTHAUSEN                                    | Csanády utca 18 XIII. Bezirk           | Miklós Engel (1901-1945)                        |
|              | HIER WOHNTE JÓZSEF FARKAS GEB. 1893 VON PFEILKREUZLERN VERSCHLEPPT UND ERSCHOSSEN AM 4.12.1944                         | Hollán Ernő utca 7/b XIII. Bezirk      | József Farkas (1893-1944)                       |
|              | HIER WOHNTE DIE FRAU DES JÓZSEF FARKAS IRÉN PLESZ GEB. 1896 VON PFEILKREUZLERN VERSCHLEPPT UND ERSCHOSSEN AM 4.12.1944 | Hollán Ernő utca 7/b XIII. Bezirk      | Irén Farkas, geborene Plesz (1896-1944)         |
|              | HIER WOHNTE GARDÓS LÁSZLÓ KÁROLY GEB. 1905 ZWANGSARBEIT ERMORDET AM 24.3.1945 IN RECHNITZ                              | Balzac utca 44/b XIII. Bezirk          | László Károly Gárdos (1905-1945)                |
|              | HIER WOHNTE DIE FRAU DES PÁL GARTNER GEB. MAGDOLNA SZÖLLŐSI GEB. 1907 ERMORDET 1945 LAGER LICHTENWÖRT                  | Hollán Ernő utca 9 · XIII. Bezirk ·    | Magdolna Gartner, geborene Szöllősi (1907-1944) |
|              | HIER WOHNTE JENŐ GELLEI GEB. 1910 ZWANGSARBEIT ERMORDET AM 21.9.1942 STARY OSKOL AN DER OSTFRONT                       | Hegedűs Gyula utca 37 XIII. Bezirk     | Jenő Gellei (1910-1942)                         |
|              | HIER WOHNTE BENŐ GLASER GEB. 1885 VON PFEILKREUZLERN VERSCHLEPPT UND ERMORDET 25.10.1944                               | Tátra utca 20/b XIII. Bezirk           | Benő Glaser (1885-1944)                         |
|              | HIER WOHNTE DIE FRAU DES HUGÓ GONDA GEB. ETA MOSKOVITS GEB. 1893 DEPORTIERT NOV. 1944 ERMORDET IN MAUTHAUSEN           | Hollán Ernő utca 3 · XIII. Bezirk ·    | Eta Gonda, geborene Moskovits (1893-1944/45)    |
|              | HIER WOHNTE DIE FRAU DES FERENC KÉMÉNY JOLANKA SCHÄFFER GEBOREN 1878 VOR DER DEPORTATION FLUCHT IN DEN TOD 21.11.1944  | Pannónia utca 14 XIII. Bezirk          | Jolanka Kémény, geborene Schäffer (1878-1944)   |
|              | HIER WOHNTE FERENC KÉMÉNY GEBOREN 1860 VOR DER DEPORTATION FLUCHT IN DEN TOD 21.11.1944                                | Pannónia utca 14 XIII. Bezirk          | Ferenc Kémény (1860-1944)                       |
|              | HIER WOHNTE ÁRMIN LADÁNYI GEB. 1876 DEPORTIERT UND ERMORDET IM JAHRE 1944                                              | Raoul Wallenberg utca 9 XIII. Bezirk   | Ármin Ladányi (1876-1945)                       |
|              | HIER WOHNTE DIE FRAU DES ÁRMIN LADÁNYI JOLÁN STAHLER GEB. 1881 DEPORTIERT UND ERMORDET IM JAHRE 1944                   | Raoul Wallenberg utca 9 XIII. Bezirk   | Jolán Ladányi, geborene Stahler (1881-1944)     |
|              | HIER WOHNTE RICHÁRD LINK GEB. 1902 ZWANGSARBEIT AB 2.6.1944 IM MÄRZ 1945 IN BUCHENWALD ERMORDET                        | Visegrádi utca 19 XIII. Bezirk         | Richárd Link (1902-1945)                        |
|              | HIER WOHNTE VILMOS MAROS GEB. 1890 DEPORTIERT NACH NEUENGAMME ERMORDET AM 17.12.1944                                   | Hegedűs Gyula utca 8 XIII. Bezirk      | Vilmos Maros (1890-1944)                        |
|              | HIER WOHNTE FRIGYES NÁDAS GEB. 1905 ZWANGSARBEIT ERMORDET IM JAN. 1945 NAGYCENK                                        | Pozsonyi utca 12 XIII. Bezirk          | Frigyes Nádas (1905-1945)                       |
|              | HIER WOHNTE ANDOR NEUMANN GEB. 1906 ZWANGSARBEIT ERMORDET 1945 IN FELIXDORF                                            | Hollán Ernő utca 20 XIII. Bezirk       | Andor Neumann (1906-1945)                       |
|              | HIER WOHNTE NÁNDOR OSER GEB. 1901 DEPORTIERT 1944 ERMORDET AM 31.1.1945 IN NEUENGAMME                                  | Hegedűs Gyula utca 8 XIII. Bezirk      | Nándor Oser (1901-1945)                         |
|              | HIER WOHNTE DIE FRAU DES NÁNDOR OSER MAGDOLNA BENKŐ GEB. 1908 VERHAFTET JUL. 1944 ERMORDET IN AUSCHWITZ                | Hegedűs Gyula utca 8 XIII. Bezirk      | Magdolna Oser, geborene Benkő (1908-1945)       |
|              | HIER WOHNTE MIKLÓS RADNÓTI GEB. 1909 ZWANGSARBEIT AUF EINEM TODESMARSCH ERMORDET AM 9.11.1944 IN ABDA NAHE GYŐR        | Pozsonyi utca 1 XIII. Bezirk           | Miklós Radnóti (1909-1944)                      |
|              | HIER WOHNTE IMRE RÓTH GEB. 1917 ZWANGSARBEIT GESTORBEN AN DER DON-SCHLEIFE                                             | Bulcsú utca 5-7 XIII. Bezirk           | Imre Róth (1917-1944/45)                        |
|              | HIER WOHNTE JENŐ RÜCKLÄNDER GEB. 1895 DEPORTIERT ERMORDET OKT. 1944 FELIXDORF                                          | Hegedűs Gyula utca 68 XIII. Bezirk     | Jenő Rückländer (1895-1944)                     |
|              | HIER WOHNTE JÓZSEF TIBOR RÜCKLÄNDER GEB. 1910 DEPORTIERT ERMORDET MÄRZ 1945 FELIXDORF                                  | Hegedűs Gyula utca 68 XIII. Bezirk     | József Tibor Rückländer (1910-1945)             |
|              | HIER WOHNTE FERENC SCHILLINGER GEB. 1891 DEPORTIERT ERMORDET 19.7.1944 AUSCHWITZ                                       | Hegedűs Gyula utca 68 XIII. Bezirk     | Ferenc Schillinger (1891-1944)                  |
|              | HIER WOHNTE DIE FRAU DES TIBOR PETŐ GEB. ILONA KORNFELD GEB. 1905 ERMORDET AM 15.1.1945 IM GHETTO VON BUDAPEST         | Hegedűs Gyula utca 17 XIII. Bezirk     | Ilona Pető, geborene Kornfeld (1905-1945)       |
|              | HIER WOHNTE FARKAS SERÉNY GEB. 1884 DEPORTIERT 1944 ERMORDET AM 10.2.1945 IN DACHAU                                    | Balzac utca 20 XIII. Bezirk            | Farkas Serény (1884-1945)                       |
|              | HIER WOHNTE JAKAB STEINER GEBOREN 1883 DEPORTIERT 1944 DACHAU GESTORBEN 1945                                           | Pozsonyi ut 32 XIII. Bezirk            | Jakab Steiner (1883-1945)                       |
|              | HIER WOHNTE SÁNDOR STEINER GEB. 1901 ZWANGSARBEIT ERMORDET 1944                                                        | Kresz Géza utca 18 XIII. Bezirk        | Sándor Steiner (1901-1944)                      |
|              | HIER WOHNTE DR. ENDRE SZÁNTÓ GEB. 1913 VERHUNGERTE AM 18.4.1943 IM ZWANGSARBEITSLAGER BIELOSCHITZ                      | Pozsonyi utca 24 XIII. Bezirk          | Dr. Endre Szántó (1913-1943)                    |
|              | HIER WOHNTE ÁRPÁD VADÁSZ GEB. 1897 ZWANGSARBEIT IN RECHNITZ ERSCHOSSEN AM 28. MÄRZ 1945                                | Hollán Ernő utca 21 · XIII. Bezirk ·   | Árpád Vadász (1897-1945)                        |
|              | HIER WOHNTE GÉZA VADÁSZ GEB. 1897 ZWANGSARBEIT IN RECHNITZ ERSCHOSSEN AM 28. MÄRZ 1945                                 | Hegedűs Gyula utca 12 · XIII. Bezirk · | Géza Vadász (1897-1945)                         |

### XIV. Bezirk
Im XIV. Bezirk von Budapest wurden zumindest siebzehn Stolpersteine an neun Adressen verlegt.
| Stolperstein | Übersetzung | Verlegeort                           | Name, Leben                                        |
| ------------ | --- | ------------------------------------ | -------------------------------------------------- |
|              | HIER WOHNTE GYULA BERGER GEB. 1907 ZWANGSARBEIT HARKA ERMORDET 15. APRIL 1945                                             | Kerepesi út 32 · XIV. Bezirk ·       | Gyula Berger (1907-1945)                           |
|              | HIER WOHNTE LÁSZLÓ BERGER GEB. 1909 ZWANGSARBEIT HARKA ERMORDET 10. MÄRZ 1945                                             | Kerepesi út 32 · XIV. Bezirk ·       | László Berger (1909-1945)                          |
|              | HIER WOHNTE ERZSÉBET BOSCHÁN GEB. 1892 VON PFEILKREUZLERN ERMORDET IM WINTER 1944                                         | Semsey Andor utca 12 · XIV. Bezirk · | Erzsébet Boschán (1892-1944)                       |
|              | HIER WOHNTE FRANCISKA BOSCHÁN GEB. 1882 VON PFEILKREUZLERN ERMORDET IM WINTER 1944                                        | Semsey Andor utca 12 · XIV. Bezirk · | Franciska Boschán (1882-1944)                      |
|              | HIER WOHNTE DIE FRAU DES JENŐ BOSCHÁN MÁRIA STERN GEB. 1897 VON PFEILKREUZLERN ERMORDET 15. NOVEMBER 1944                 | Stéfania út 16 · XIV. Bezirk ·       | Mária Boschán, geborene Stern (1897-1944)          |
|              | HIER WOHNTE ADOLF GOLDNER GEB. 1891 DEPORTIERT NACH AUSCHWITZ ERMORDET AM 23. OKTOBER 1944                                | Gizella út 51-57 · XIV. Bezirk ·     | Adolf Goldner (1891-1944)                          |
|              | HIER WOHNTE GÁBOR KINSZKI GEB. 1926 DEPORTIERT NACH BUCHENWALD ERMORDET IM WINTER 1944                                    | Róna utca 121 · XIV. Bezirk ·        | Gábor Kinszki (1926-1944)                          |
|              | HIER WOHNTE IMRE KINSZKI GEB. 1901 DEPORTIERT NACH SACHSENHAUSEN ERMORDET ANFANG 1945                                     | Róna utca 121 · XIV. Bezirk ·        | Imre Kinszki (1901-1945)                           |
|              | HIER WOHNTE GYÖRGY KOHN GEB. 1933 VON PFEILKREUZLERN IM STADTPARK ERMORDET IM DEZEMBER 1944                               | Egressy út 95 · XIV. Bezirk ·        | György Kohn (1933-1944)                            |
|              | HIER WOHNTE JÓZSEF KOHN GEB. 1891 VON PFEILKREUZLERN ERMORDET IM WINTER 1944                                              | Egressy út 95 · XIV. Bezirk ·        | József Kohn (1891-1944)                            |
|              | HIER WOHNTE DIE FRAU DES JÓZSEF KOHN JÚLIANNA LAUFER GEB. 1891 VON PFEILKREUZLERN IM STADTPARK ERMORDET IM DEZEMBER 1944  | Egressy út 95 · XIV. Bezirk ·        | Júlianna Kohn, geborene Laufer (1891-1944)         |
|              | HIER WOHNTE SIMON SÁNDOR SZÖKE GEB. 1883 VON PFEILKREUZLERN BEI GÖNYÜ ERMORDET IM WINTER 1944                             | Stéfania út 16 · XIV. Bezirk ·       | Simon Sándor Szőke (1883-1944)                     |
|              | HIER WOHNTE ZSIGMOND STEUERMANN GEB. 1905 ZWANGSARBEIT ERMORDET AM 28.4.1945 IN MAUTHAUSEN                                | Columbus utca 69/C XIV. Bezirk       | Zsigmond Steuermann (1905-1945)                    |
|              | HIER WOHNTE ISTVÁN TOTH POTYA GEB. 1891 VERSCHLEPPT AM 5.12.1944 ERMORDET AM 6.2.1945 IM BUDAER SCHLOSS                   | Telepes utca 41 XIV. Bezirk          | István Tóth-Potya (1891-1945)                      |
|              | HIER WOHNTE BÉLA WALDHAUSER GEB. 1893 VERSCHLEPPT IN BUDAPEST ERMORDET IM JUNI 1944                                       | Ilka utca 36 · XIV. Bezirk ·         | Béla Waldhauser (1893-1944)                        |
|              | HIER WOHNTE DIE FRAU DES BÉLA WALDHAUSER GIZELLA FREIBAUER GEB. 1892 DEPORTIERT NACH MAUTHAUSEN ERMORDET IM NOVEMBER 1944 | Ilka utca 36 · XIV. Bezirk ·         | Gizella Waldhauser, geborene Freibauer (1892-1944) |
|              | HIER WOHNTE OTTÓ WALDHAUSER GEB. 1930 VON PFEILKREUZLERN IN DER STEFÁNIA UT ERSCHOSSEN IM DEZEMBER 1944                   | Ilka utca 36 · XIV. Bezirk ·         | Ottó Waldhauser (1930-1944)                        |

### XV. Bezirk
Im XV. Bezirk von Budapest wurden zumindest zwei Stolpersteine an einer Adresse verlegt.
| Stolperstein | Übersetzung                                                                      | Verlegeort              | Name, Leben                                   |
| ------------ | -------------------------------------------------------------------------------- | ----------------------- | --------------------------------------------- |
|              | HIER WOHNTE ÁGNES ÉLIÁS GEB. 1936 DEPORTIERT ERMORDET 1944                       | Rákos út 197 XV. Bezirk | Ágnes Éliás (1936-1944)                       |
|              | HIER WOHNTE MÁRTÁ SALAMON FRAU DES BÉLA ÉLIÁS GEB. 1911 DEPORTIERT ERMORDET 1944 | Rákos út 197 XV. Bezirk | Márta Salamon, verheiratete Éliás (1911-1944) |

### XXII. Bezirk
Im XXII. Bezirk von Budapest wurden zumindest zwei Stolpersteine an einer Adresse verlegt.
| Stolperstein | Übersetzung                                                                                                | Verlegeort                             | Name, Leben                             |
| ------------ | --- | -------------------------------------- | --------------------------------------- |
|              | HIER WOHNTE ÁRMIN KOHN GEB. 1879 DEPORTIERT NACH AUSCHWITZ ERMORDET IM JULI 1944                           | Szentháromság utca 13 · XXII. Bezirk · | Ármin Kohn (1879-1944)                  |
|              | HIER WOHNTE DIE FRAU DES ÁRMIN KOHN TERÉZ SORGER GEB. 1885 DEPORTIERT NACH AUSCHWITZ ERMORDET IM JULI 1944 | Szentháromság utca 13 · XXII. Bezirk · | Teréz Kohn, geborene Sorger (1885-1944) |

## Diebstahl
Im September 2012 kam es zum Diebstahl des gerade frisch verlegten Stolpersteines für Magdolna Laub.

## Verlegedaten
- 27. April 2007: Ráday utca 5
- 18.-22. Juni 2007
- August 2007
- 21. bis 23. August 2008
- 27/28. Juni 2009
- 28. September 2012: Greguss utca 9 (Magdolna Laub)
- 23. Juli 2013
- 20. September 2014
- 20. Juli 2015: Balzac utca 3/a und 20 und 44/b, Csanády utca 18, Hegedűs Gyula utca 8, Hollán Ernő utca 7/b, Katona József utca 21, Kelenhegyi út 12, Lövőház utca 32, Pacsirtamező ut 32, Pozsonyi utca 12 und 24, Raoul Wallenberg utca 9, Szőlő ut 12, Tél utca 52, Várfok út 14, Victor Hugo utca 29
- 21. Juli 2015: Akadémia utca 7, Alkotmány utca 21, Erzsébet körút 9-11, Falk Miksa utca 24-26, Huszár utca 6, Király utca 34 und 51, Nagy Diófa utca 25, Október 6. utca 11 und 13, Reáltanoda utca 19, Ráday utca 8, Rákóczi út 56, Zichy Jenő utca 35
- 12. August 2016
- 26. September 2017
- 26. September 2017
- 11. August 2018: Auróra utca 10, Hegedűs Gyula utca 8 (Jolán Buchsbaum, Maros Vilmos), István utca 38 und 47, Pozsonyi út 1, Szondi utca 42/c, Tátra utca 20/b[27]
- 16. April 2019
- 3. September 2019
- 13. September 2019
- 14. September 2019
- 20. Januar 2020: Attila út 65/c
- 15. Oktober 2021: Batthyány utca 56
- 22. August 2022: Szirtes utca 5
- 27. Januar 2023: Bulcsú utca 5-7, Hegedűs Gyula utca 68
- 1. März 2023: Báthory utca 24
- 30. Juni 2023: Nagyenyed utca 11
- 6. Juli 2023: József körút 44, Wesselényi utca 27
- 19. Juli 2023: Bástya utca 12
- 25. Juli 2023: Bécsi utca 5/Deák Ferenc utca
- 15. Oktober 2023: Fürj utca 14/b